# Victor Wooten
Victor Lemonte Wooten (* 11. září 1964, Mountain Home, Idaho, USA) je americký baskytarista, skladatel, hudební producent a držitel pěti cen Grammy. Je všeobecně považován za jednoho z nejlepších baskytaristů současnosti. Vymyslel několik nových slapových technik hraní na baskytaru. Jako svou inspiraci uvádí Jaca Pastoria, Larryho Grahama, Stanleyho Clarka, Marcuse Millera a další (pojednává o tom píseň „Bass Tribute“ z alba Soul Circus).

## Diskografie

### Sólová
- A Show of Hands (1996)
- What Did He Say? (1997)
- Yin-Yang (1999)
- Live in America (2001)
- Soul Circus (2005)
- Palmystery (2008)
- A Show of Hands - 15 (2011)
- Words and Tones, Sword and Stone (2012)

### Bass Extremes
- Cookbook (1998)
- Just Add Water (2000)

### Vital Tech Tones
- Vital Tech Tones (1998)
- Vital Tech Tones 2 (2000)

### The Wootens
- The Wootens (1985)

### Greg Howe
- Extraction (2003)

### Béla Fleck and the Flecktones
- Béla Fleck and the Flecktones (1990)
- Flight of the Cosmic Hippo (1991)
- UFO Tofu (1992)
- Three Flew Over the Cuckoo's Nest (1993)
- Live Art (1996)
- Left of Cool (1998)
- Greatest Hits of the 20th Century (1999)
- Outbound (2000)
- Live at the Quick (2002)
- Little Worlds (2003)
- Ten From Little Worlds (2003)
- The Hidden Land (2006)
- Jingle All the Way (2008)
- Rocket Science (2011)